# Urim et Thummim (mormonisme)
Pour les articles homonymes, voir Ourim et Thoummim.
 (février 2018).

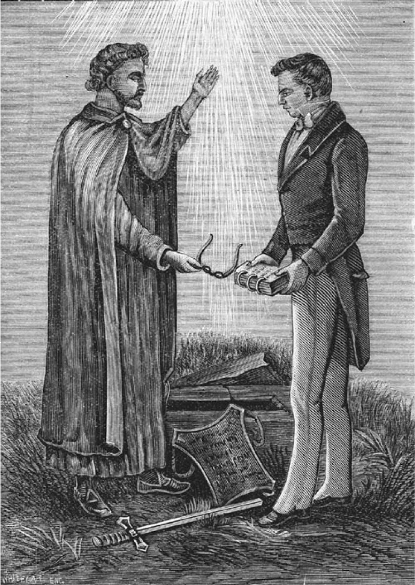
Gravure de 1893 : Joseph Smith recevant les plaques d'or et l'Urim et Thummim de l'Ange Moroni. L'épée de Laban est représentée au sol

Pour les membres de l’Eglise de Jésus-Christ des saints des derniers jours, l'Urim et Thummim (également nommé Interprètes) sont deux pierres placées dans des arcs d'argent utilisées parfois avec un pectoral, que Joseph Smith dit avoir trouvées sur la colline de Cumorah avec les plaques d'or.

## Définition
L'Urim et Thummim sont des instruments préparés par Dieu pour obtenir la révélation et traduire les langues. En hébreu, les mots signifient lumières et perfections. L'Urim et le Thummim sont deux pierres placées dans des arcs d'argent et on les utilise parfois avec un pectoral.

## Histoire
En 1823, Joseph Smith affirma que l'Ange Moroni lui parla de l'existence, avec les plaques, de « deux pierres avec des arcs d'argent » fixées à un pectoral que l'ange appela l'Urim et le Thummim et qui lui dit que Dieu les avait préparés pour la traduction des plaques.
(Sa mère, Lucy Mack Smith, les decrivit comme ressemblant à du cristal : « deux diamants à trois faces lisses »)
Joseph Smith et ses contemporains mormons semblent avoir utilisé les termes pierre de voyant et urim et thummim de façon interchangeable. Bien que Joseph Smith se soit toujours référé aux interprètes du Livre de Mormon comme étant l'urim et le thummim, il n'a peut-être pas eu l'intention de faire une distinction entre ces instruments et les pierres de voyant.
En 1827, Joseph Smith aurait été visité de nouveau par l'ange qui lui révéla l'emplacement des plaques d'or ainsi que d'autres éléments comme l'urim et le thummim, et aurait dit que ces objets étaient enterrés dans une colline proche. Après la traduction du Livre de Mormon, Joseph Smith aurait rendu les plaques, l'urim et le thummim à l'ange qu'il a identifié comme Moroni ressuscité. Joseph Smith a déclaré à Orson Pratt (1811-1881) que le Seigneur lui avait fourni l'urim et le thummim alors qu'il était un traducteur encore inexpérimenté, mais que, après avoir acquis de l'expérience, une telle assistance n'était plus nécessaire.
Le LDS Bible Dictionary définit l'Urim and Thummim comme « un instrument préparé par Dieu pour assister l'homme pour obtenir des révélations de Dieu et traduire des langues ». Dans le Livre de Mormon, deux prophètes (le frère de Jared et Mosiah) utilisèrent les deux instruments appelés interprètes pour recevoir des rélévations pour leur peuple et les Doctrine et Alliances déclarent que ces interprètes étaient l'Urim et le Thummim.
Les saints des derniers jours croient que l'Urim et le Thummim de Joseph Smith et du Livre de Mormon, initialement possédés par les Jarédites, étaient ceux mentionnés dans l'Ancien Testament, mais il n'y a pas d'indication dans l'Ancien Testament que l'Urim et le Thummim furent utilisés pour traduire des documents,.